# Gimnazjum Państwowe im. Romualda Traugutta w Brześciu nad Bugiem
Gimnazjum Państwowe im. Romualda Traugutta w Brześciu nad Bugiem – jedna z sześciu ogólnokształcących szkół średnich funkcjonujących w Brześciu w dwudziestoleciu międzywojennym, z siedzibą przy ul. Mickiewicza 28.

## Historia
Gimnazjum Państwowe im. Romualda Traugutta w Brześciu nad Bugiem działało od 1919 do 1939 jako jedna z sześciu powszechnych szkół średnich w mieście – obok gimnazjów żydowskiego i rosyjskiego, Gimnazjum Polskiej Macierzy Szkolnej (żeńskiego), Gimnazjum im. Juliana Ursyna Niemcewicza oraz Gimnazjum im. P. Lewickiego i L. Masłowskiego.
Szkołę średnią zakwaterowano w budynku dawnego rosyjskiego gimnazjum męskiego zbudowanego w 1905 według projektu A. Treciakowa jako dwukondygnacyjny budynek (w dwudziestoleciu międzywojennym dobudowano drugie piętro).
W roku szkolnym 1929/30 w gimnazjum uczyło się ogółem 504 uczniów, w tym 429 Polaków, 49 Żydów i 23 Rosjan. Do znanych absolwentów szkoły należeli Albin Stanisławski i Józef Rokicki. Do gimnazjum uczęszczał również w latach 1922–1927 Stefan Jędrychowski.

## Znani pedagodzy
- Władysław Byszek
- Mikołaj Ćwikiewicz (1888–1979) – płocki nauczyciel, absolwent rosyjskiego gimnazjum w Brześciu Litewskim, w latach 1927–1939 nauczyciel w Gimnazjum Traugutta[5]
- Ryszard Wroczyński